# Brasserie de Jandrain-Jandrenouille
 (mars 2021).
Si vous disposez d'ouvrages ou d'articles de référence ou si vous connaissez des sites web de qualité traitant du thème abordé ici, merci de compléter l'article en donnant les références utiles à sa vérifiabilité et en les liant à la section « Notes et références ».
Brasserie de Jandrain-Jandrenouille est une brasserie belge située à Jandrain-Jandrenouille dans la province du Brabant wallon.

## Historique
La brasserie a été fondée en 2006 par Alexandre Dumont de Chassart et Stéphane Meulemans qui avaient étudié ensemble à l'Université catholique de Louvain. L'équipement de brassage de fabrication américaine (système Brew Nord) en acier inoxydable a été acheté à la brasserie française du Berry à Bourges et avait une capacité de fermentation de 30 hl. La brasserie est située dans une ferme hesbignonne du XVIIIe siècle. La première bière Saison IV a été lancée en juin 2007. En octobre 2007, la brasserie s'équipe d'une usine d'embouteillage et installe deux cuves de fermentation supplémentaires en août 2010.

## Bières
Les bières originales de la brasserie sont reprises comme Belgian Beer of Wallonia, protection accordée par l'Agence wallonne pour la promotion d'une agriculture de qualité (APAQ-W).
- IV Saison, blonde, 6,5 %
- V Cense, brune rougeâtre, 7 %
- VI Wheat, blanche, 6 %
- Archiduc, ambrée
- Djan d'Nivèle, blonde
- Ambras, Blonde, 6.5%